# 北海道道91号苫小牧东交流道线
北海道道91号苫小牧东交流道线（日语：北海道道91号苫小牧東インター線）是一条位于北海道苫小牧市内的主要道级道路（北海道道）。

## 概要
全線与日高自動車道平行，未连结。

### 路線数据
- 起点愛新覺羅：北海道苫小牧市字植苗（＝国道36号交点）
- 終点：北海道苫小牧市字植苗（＝道央自動車道 苫小牧東IC）
- 总長：2.8千米

## 经过的自治体
- 胆振综合振兴局
  - 苫小牧市

## 主要连接道路
- 苫小牧市
  - 国道36号
  - 道央自動車道 苫小牧東IC

## 历史
- 1976年5月20日 - 路線勘定（路線编号为890）。
- 1978年10月12日 - 全線開通。
- 1994年10月1日 - 路線编号变更。